# Wilson Fernando Kuhn Minuci
Wilson Fernando Kuhn Minuci, né le 14 février 1969 à Presidente Prudente, dans l'État de São Paulo, au Brésil, est un ancien joueur brésilien de basket-ball. Il évolue durant sa carrière au poste d'ailier.

## Palmarès
- 3e du championnat des Amériques 1992
- 3e du championnat des Amériques 1995
- 3e des Jeux panaméricains de 1995